# 1993年世界躰道選手権大会
1993年世界躰道選手権大会（1993ねんせかいたいどうせんしゅけんたいかい）は、1993年に日本・東京で開催された第1回世界躰道選手権大会である。

## 概要
最初の躰道の世界選手権である。

## 競技結果
| 男子     |                 |                              |                                     |
| 団体実戦 | 日本            | 日本                         | フィンランド                        |
| 個人実戦 | 石倉高広 日本   | Jyrki Inkinen · フィンランド | 岡庭伸幸 日本                       |
| 個人法形 | 田中勇悦 日本   | 門馬史和 日本                | Kjell-Ove Hermansson · スウェーデン |
| 女子     |                 |                              |                                     |
| 個人実戦 | 松浦亜希子 日本 | Minna Ekholm · フィンランド  | 法月奈津子 日本                     |
| 個人法形 | 工藤知佳 日本   | 伊藤通恵 日本                | Minna Ekholm · フィンランド         |
| 男女     |                 |                              |                                     |
| 団体法形 | 日本            | 日本                         | フィンランド                        |
| 団体展開 | 日本            | 日本                         | フィンランド                        |

## 国別メダル受賞数
| 順   | 国・地域     | 金 | 銀 | 銅 | 計 |
| ---- | ------------ | -- | -- | -- | -- |
| 1    | 日本         | 7  | 5  | 2  | 14 |
| 2    | フィンランド | 0  | 2  | 4  | 6  |
| 3    | スウェーデン | 0  | 0  | 1  | 1  |
| 合計 | 合計         | 7  | 7  | 7  | 21 |